# Howard Fehr
Howard Franklin Fehr (* 4. Dezember 1901 in Bethlehem (Pennsylvania); † 6. Mai 1982 in Manhattan) war ein US-amerikanischer Mathematikdidaktiker.

## Leben
Fehr studierte, nachdem er in einem Stahlwerk gearbeitet hatte, an der Lehigh University (Bachelor- und Master-Abschluss) und an der Columbia University, an der er 1940 promoviert wurde (A Study of the Number Concept of Secondary School Mathematics). Er war danach zunächst Lehrer an öffentlichen Schulen, am Montclair State College in New Jersey und lehrte ab 1948 am Columbia University Teachers College Mathematikpädagogik. Ab 1949 war er Leiter der Abteilung Mathematikpädagogik und 1967 wurde er emeritiert. Er blieb aber weiter aktiv als Leiter des SSMCIS Programms von 1965 bis 1973.
Er war einer der Hauptvertreter der Neuen Mathematik in den USA, die im Rahmen des Sputnik-Schocks große Aufmerksamkeit fand. 1961 erschien dazu sein Report New Thinking in School Mathematics für die UNESCO und OECD. In den USA führte das zum Secondary School Mathematics Curriculum Improvement Study (SSMCIS) Programm an den High Schools, in dem Ende der 1960er bis in die 1970er Jahre übergreifende fundamentale Konzepte und Strukturen der Mathematik (wie Mengen, Relationen, Abbildungen, Gruppen, Körper, Ringe, Vektorräume) gelehrt wurden. Das Programm litt aber den USA an mangelnder zentraler Förderung, einer in erster Linie an Ergebnissen in den Eingangsprüfungen für Colleges interessierten skeptischen Öffentlichkeit und einer Mitte der 1970er Jahre einsetzenden Gegenbewegung (u. a. von  Morris Kline angeführt).
Für die UNESCO reiste er auch weltweit um diese Ideen der Bildungsreform in der Mathematik zu verbreiten (Lateinamerika, arabische Länder, Griechenland, Spanien, Indien). Er war Verfasser und Herausgeber vieler Mathematik-Schulbücher, die auch außerhalb der USA benutzt wurden (zum Beispiel eine spanische Übersetzung seines Algebra-Lehrbuchs).
Er war verheiratet und hatte einen Sohn und zwei Töchter.

## Schriften
- Secondary mathematics; a functional approach for teachers, Boston: Heath 1951
- mit Virgil S. Mallory: Senior mathematics for high schools, Chicago: Sanborn 1955
- Algebra, Boston: Heath 1955
- Teaching High School Mathematics, National Education Association, 1955
- mit Walter H. Carnahan: Geometry, Boston: Heath 1961
- mit Max A. Sobel: Mathematics for Everyone, New York: Pocket Books 1963
- Number patterns make sense, New York: Holt, Rinehart and Winston 1965
- mit Thomas J. Hill: Contemporary mathematics for elementary teachers, Boston: Heath 1966
- An introduction to sets, probability and hypothesis testing, Boston: Heath 1964
- mit Jo McKeeby Phillips: Teaching modern mathematics in the elementary school, 1967, 2. Auflage, Addison-Wesley 1972